# Шахта «Лісова»
ДП "Шахта «Лісова» Знаходиться на стадії створення. Входить до ДХК «Торезантрацит». Розташована у міст Торез, Донецької області.
Фактичний видобуток 1176/340 т/добу (1990/1999).
Максимальна глибина 875/910 м (1990/1999). Протяжність підземних виробок 53,8/45,4 км (1990/1999). У 1990—1999 розробляла пласти h10, h8, h7 потужністю 0,8-1,4 м, кути падіння 12-30о.
Кількість очисних вибоїв 3/3, підготовчих 4/2 (1990/1999).
Кількість працюючих: 1769/955 чол., в тому числі підземних 1214/551 чол. (1990/1999).
Адреса: 86608, м. Торез, Донецької обл.